# Salzmannova vila
Salzmannova vila je sídelní vila v Klatovech, která byla postavena v roce 1907 podle návrhu architekta Josefa Fanty v novorenesančním slohu v Hostašově ulici 152, nedaleko Hostašových sadů. Jde o stavbu v lukrativní lokalitě v centru města, stavba přímo sousedí s tzv. Obecním domem, nedaleko se nachází též městské muzeum.

## Historie
Výstavbu vily zadal roku 1906 klatovský lékař Antonín Salzmann jakožto zhotovení rodinného domu s lékařskou ordinací. Návrh stavby vypracoval pražský architekt Josef Fanta, profesor Českého vysokého učení technického, který v té době v Klatovech pracovně pobýval. Stavba měla bohatě zdobený interiér. Práce na zhotovení stavby a technické výkresy vypracoval přední klatovský stavitel Karel Horák, který se podílel na většině významných staveb, které v té době v Klatovech vznikly.
Po roce 1991 přešel objekt do soukromého vlastnictví.

## Architektura stavby
Jednopatrová budova nese bohatou secesní štukovou a sgrafitovou výzdobu, svou strukturou nese prvky především italské renesanční architektury, které začala postupně vytlačovat secese. Neorenesanční je především řešení lomených střech. Původně byl projektován jako obytná vila s lékařskou ordinací. Součástí pozemku stavby je rovněž zahrada.